# Radiofar
Un  radiofar  és una estació emissora de ràdio que envia de forma automàtica i contínua senyals com ajuda a la navegació.

## Tipus
Existeixen bàsicament dos tipus de radiofars:

Esquema de navegació usant un NDB.

- NDB[2] (Non-Directional Beacon, balisa no direccional): aquest radiofar és el més antic i el més simple dels dos. L'emissora envia un senyal de ràdio, de freqüència fixa, que es pot captar des de totes les direccions. Mitjançant un instrument ADF (en anglès Automatic Direction Finder)[3] a bord de l'avió, el pilot pot seleccionar la freqüència d'aquesta emissora, que coneix per les cartes de navegació, i observar l'agulla de l'instrument, que li indica en quina direcció es troba el radiofar. Els NDB estan situats al llarg de les principals rutes de navegació aèries i, sobretot, en els voltants dels aeroports, on segueixen sent de gran utilitat per als pilots quan fan maniobres d'aproximació amb poca o nul·la visibilitat. L'emissió es realitza en freqüència mitjana i l'abast és d'unes 30 milles nàutiques (uns 50 quilòmetres).

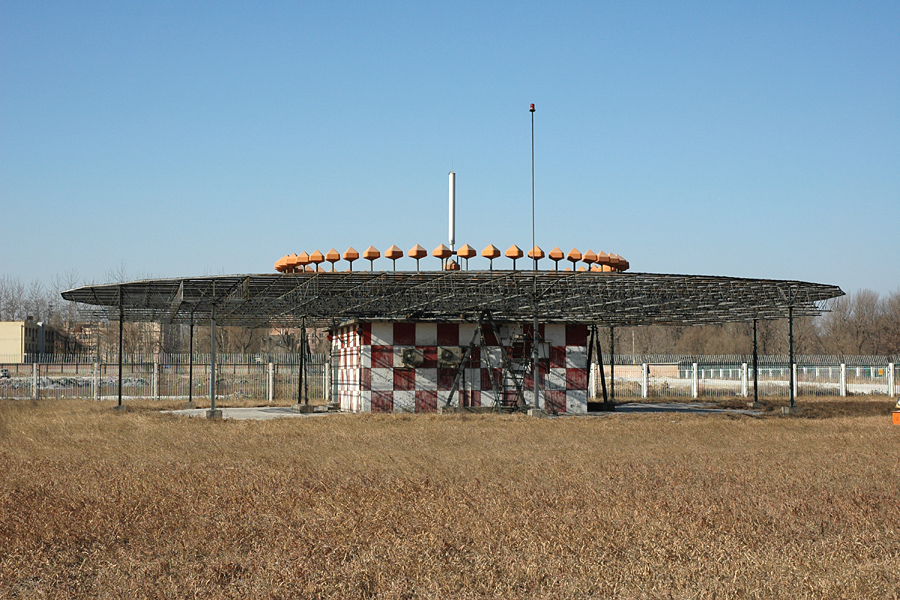
Un radiofar VOR a Pequín.

- VOR (Very High Frequency Omnidirectional Range, emissió omnidireccional de molt alta freqüència):[4][5] es tracta d'un radiofar més modern i més complet que l'anterior. L'emissora envia un doble senyal, dels quals un és fix, comparable al de l'NDB. L'altre és un senyal que s'emet mitjançant un dispositiu que gira ràpida i contínuament en 360 graus. D'aquesta manera l'avió rep un doble senyal procedent de l'emissora en qüestió. L'instrument VOR de bord, un cop el pilot ha seleccionat la seva freqüència segons li indiquen les cartes de navegació, informa no només de la direcció en què es troba el radiofar, sinó també en quin radial està volant l'avió en referència a l'emissora. El radial és la direcció de vol expressat en graus de l'esfera terrestre, en la qual l'emissora VOR es converteix en centre. Així, un avió pot estar volant directament cap a un VOR al radial 270 (de sortida), la qual cosa vol dir que s'apropa a l'emissora en direcció est-oest, mentre que un altre avió també pot estar volant directament cap al VOR, però en el radial 180 (de sortida), estant en aquest cas acostant-se a l'emissora en direcció nord-sud. Això permet volar amb precisió en les rutes i aproximacions cada vegada més denses. L'emissió de ràdio del VOR es realitza en molt alta freqüència (VHF) i el seu abast és d'unes 80 milles (uns 140 quilòmetres).

El VOR porta incorporat en molts casos un dispositiu DME (en anglès  Distance Measuring Equipment , és a dir, equip de mesura de distància), que permet al pilot, si el seu instrument també disposa d'aquest sistema, conèixer la distància exacta des de l'avió al VOR. La importància d'aquesta dada addicional és evident. La identificació de la distància la realitza el dispositiu de bord comparant els dos senyals de ràdio rebuts des del VOR. Quan un radiofar VOR disposa del sistema de mesura de distància es denomina VOR/DME. Per contra, també hi ha emissores que només són DME, és a dir, que serveixen exclusivament per conèixer la distància. Aquestes emissores es troben generalment en les zones dels aeroports per facilitar les maniobres d'aproximació.
Alguns VOR utilitzats per l'aviació civil són a la vegada radiofars d'ús militar. En aquest cas es denominen VORTAC (el terme TAC es refereix a Tactical , és a dir, tàctic). El VOR, igual que l'NDB, serveix tant d'ajuda a la navegació quan es vola cap a ell com quan l'avió se n'allunya. També s'utilitzen els dos instruments per determinar una posició, la qual cosa es fa establint interseccions que resulten del punt en què es creuen les direccions des de o cap a dues emissores.
Ambdós sistemes de radionavegació es troben encara en ús generalitzat a tot el món, si bé es preveu que en els propers anys començaran a ser utilitzats de forma decreixent arran de l'aparició del sistema GPS (en anglès  Global Positioning System , sistema de posicionament global), que permet conèixer mitjançant senyals de satèl·lits la posició d'una aeronau amb gran exactitud.